# Donja Koritnica
Donja Koritnica (cyr. Доња Коритница) – wieś w Serbii, w okręgu pirockim, w gminie Bela Palanka. W 2011 roku liczyła 165 mieszkańców.